# 70401 Davidbishop
70401 Davidbishop este un asteroid din centura principală de asteroizi.

## Descriere
70401 Davidbishop este un asteroid din centura principală de asteroizi. A fost descoperit pe 13 septembrie 1999 la Cottage Grove (Oregon) la Observatorul Tenagra. Asteroidul prezintă o orbită caracterizată de o semiaxă mare de 2,52 ua, o excentricitate de 0,20 și o înclinație de 8,4° în raport cu ecliptica.